# Stanisław Lipiński (pedagog specjalny)

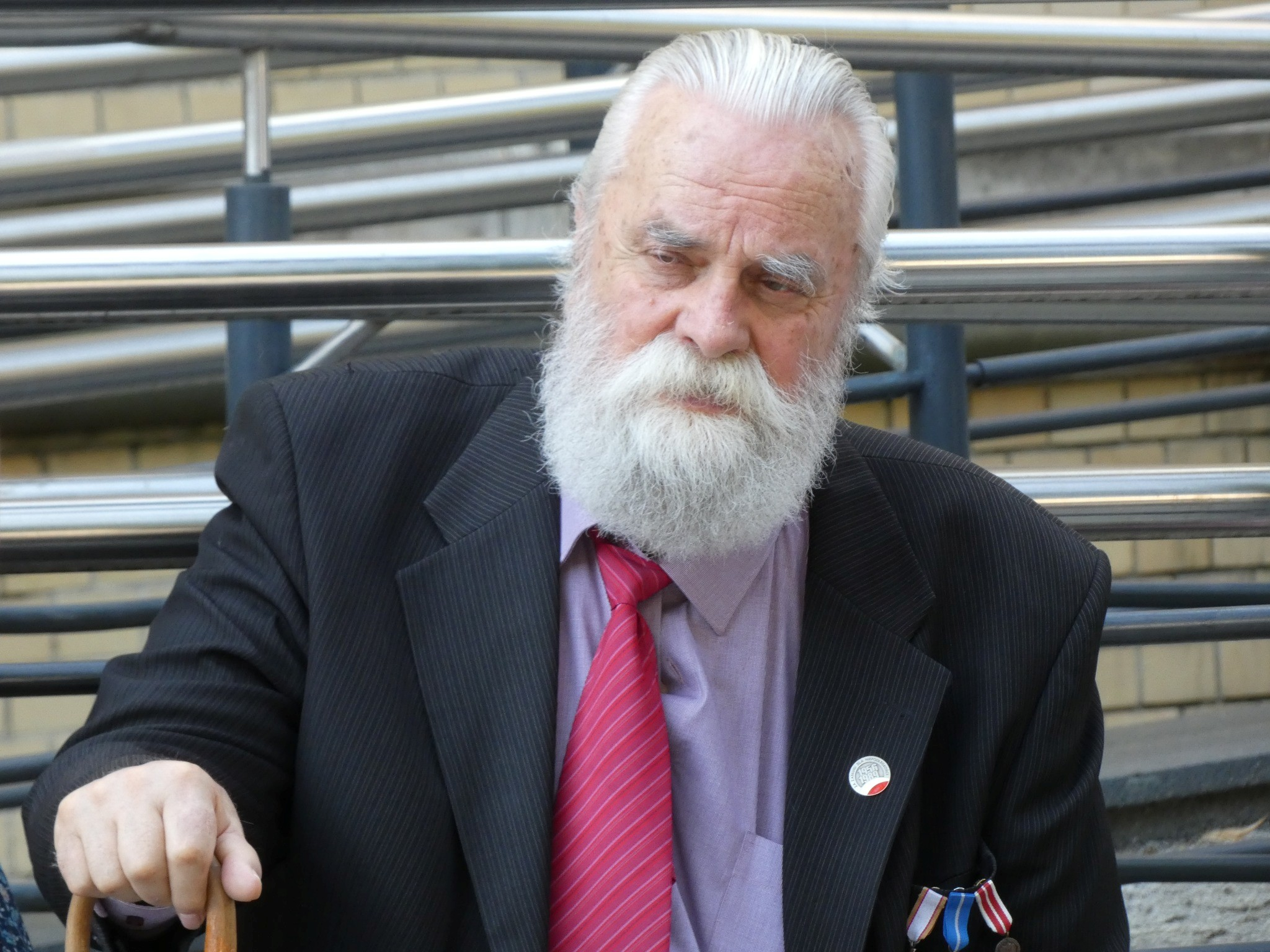
Stanisław Lipiński w 2025 roku

Stanisław Lipiński (ur. 12 maja 1951 w Grzmiącej) - polski pedagog specjalny w zakresie resocjalizacji społecznie niedostosowanych i oligofrenopedagogiki, specjalista w zakresie organizacji pomocy społecznej, teorii wychowania i dydaktyki specjalnej, wykładowca akademicki, doktor habilitowany nauk społecznych.

## Życiorys
Syn Jana i Heleny Lipińskiej. Ojciec był podoficerem 45 Pułku Strzelców Kresowych Piechoty w Równem. W roku 1940 wywieziony do Rodenbach k/ Frankenberga w Niemczech. Aresztowany przez Stapo i osadzony w więzieniu w Kassel. Stamtąd przetransportowany do KL Buchenwald nr obozowy 133077 ze statusem więźnia politycznego.  Przez jakiś czas przebywał w KL Sachsenhausen.  W 1945 roku uciekł razem z dwoma współwięźniami. Podczas ucieczki został ostrzelany przez strażnika i ranny w nogi ukrywał się w lasach pod Frankenbergiem do czasu wkroczenia wojsk amerykańskich. Matka Helena (ur. 1905) wraz z rodzicami (Łukaszem i Magdaleną) i młodszym bratem Janem (ur. 1910) jako dziecko podczas pierwszej wojny światowej zmuszona do exodusu w 1915 roku określanego literaturze jako  bieżeństwo , które zakończyło się w Kirgizji pod chińską granicą. Tam urodził się jej brat, który zmarł w czasie powrotu i pochowany został w grobie zbiorowym razem z poległymi żołnierzami.  Do Polski wróciła razem z rodzicami bratem Janem po długiej wędrówce w 1921 roku, gdzie zastała tylko zgliszcza spalonych zabudowań.
Stanisław Lipiński w roku 1972 ukończył Kolegium Nauczycielskie w Brwinowie (Pszczelinie). W latach 1970 -1971 z inspiracji swojego nauczyciela, malarza Antoniego Rawskiego ze szkoły artystycznej kapistów Jana Cybisa  ukończył Studium Wiedzy o Sztuce oraz Studium Wiedzy o Sztuce Współczesnej, które zorganizowała krytyk i teoretyk sztuki dr Bożena Kowalska  w Centralnym Biurze Wystaw Artystycznych „Zachęta” w Warszawie. Od 1972 do 1973 roku współpracował z Teatrem Stara Prochownia w Warszawie. Doświadczenia wyniesione z CBWA i teatru miały wpływ na jego twórczość naukową i  działania kulturotechniczne w praktyce resocjalizacyjnej.
Jest absolwentem Państwowego Instytutu Pedagogiki Specjalnej w Warszawie im. Marii Grzegorzewskiej (1.07.1974) i Wyższej Szkoły Pedagogiki Specjalnej im. Marii Grzegorzewskiej w Warszawie  (Obecnie Akademia Pedagogiki Specjalnej), gdzie w dniu 19 grudnia 1979 roku uzyskał tytuł magistra pedagogiki specjalnej w zakresie resocjalizacji społecznie niedostosowanych. W roku 1990 ukończył Studia Doktoranckie w Instytucie Badań Pedagogicznych w Warszawie. Na podstawie rozprawy doktorskiej napisanej pod kierunkiem prof. dr. hab. Kazimierza Pospiszyla pt. "Determinanty postaw moralnych chłopców niedostosowanych społecznie" oraz po złożeniu egzaminów uzyskał stopień naukowy doktora nauk humanistycznych w zakresie pedagogiki nadany uchwałą Rady Naukowej Instytutu Badań Pedagogicznych z dnia 30 .05.1990 r. Recenzentami rozprawy byli: prof. dr hab. Lesław Pytka i prof. dr hab. Marian Lipka.
W dniu 7.05.2002 roku ukończył Kurs Kwalifikacyjny z zakresu zarządzania w oświacie. W dniu 1.03. 2002 roku ukończył Studia Podyplomowe na Wydziale Ekonomiczno-Socjologicznym Uniwersytetu Łódzkiego w zakresie organizacji pomocy społecznej. W dniu 30.05.2004 roku na Wydziale Nauk o Wychowaniu Uniwersytetu Łódzkiego ukończył studia podyplomowe w zakresie pedagogiki specjalnej „Edukacja i rehabilitacja osób upośledzonych umysłowo w stopniu umiarkowanym, znacznym i głębokim (Oligofrenopedagogika).
Na podstawie pracy habilitacyjnej pt. „Dobročinné strediská a vỳchovné zariadenia ako prejav charitatívnej a katechetickej činnosti cirkvi v dejinách Polska” na Wydziale Pedagogicznym KUvR uzyskał w dniu 10 listopada 2009 r. stopień naukowy doktora habilitowanego nauk humanistycznych. Recenzentami pracy habilitacyjnej byli: prof. dr hab. Marek Pribula,  prof. dr hab. Ľubomír Pekarčík, dr hab. František Hanobík oraz prof. dr hab. Henryk Machel. Praca po recenzjach wydawniczych opublikowana została w Polsce jako monografia naukowa pt. "Zakłady dobroczynne i domy poprawy w dawnej Polsce" i ze względu na bogate źródła bibliograficzne i dużą wartość historyczną znalazła się w zbiorach bibliotecznych wielu uniwersytetów amerykańskich i europejskich.  Stanisław Lipiński jest autorem 150 recenzowanych artykułów naukowych i 12 monografii wydanych w języku polskim, angielskim, słowackim i ukraińskim. Wypromował 2500 licencjatów i magistrów, trzech doktorów oraz zrecenzował dwie prace habilitacyjne i pięć prac doktorskich.  Był również recenzentem wydawniczym 20 monografii naukowych. Brał czynny udział w wielu konferencjach i kongresach międzynarodowych w Polsce i za granicą, na których wygłaszał referaty a także wchodził w skład komitetów naukowych i organizacyjnych.
Jako pracownik naukowy i nauczyciel akademicki zawsze łączył teorię z praktyką. Równolegle do pracy na uczelniach pracował jako nauczyciel i wychowawca w placówkach resocjalizacyjnych. Również przez 15 lat był dyrektorem takiej placówki. Szczególnym wyrazem łączności teorii z praktyką były jego rozważania na temat skuteczności psychoterapii w leczeniu zaburzeń u osób społecznie wykolejonych oraz ujmowania praktyki resocjalizacyjnej jako permanentnego eksperymentu naukowego. Ponadto jego twórczość naukowa miała charakter interdyscyplinarny wyrażający się w ciągłym przekraczaniu granic wyznaczonych przez dziedziny naukowe. Był przekonany, że pedagogika specjalna w tym również pedagogika resocjalizacyjna, w swej istocie jest interdyscyplinarna.

## Przebieg pracy zawodowej
- 2015 – 2020 - Profesor nadzwyczajny w Akademii Humanistyczno-Ekonomicznej w Łodzi.
- 2010 - 2020 - Profesor nadzwyczajny w Państwowej Wyższej Szkole Zawodowej w Płocku, później profesor uczelni w Mazowieckiej Uczelni Publicznej w Płocku – obecnie Akademia Mazowiecka  (Członek Senatu PWSZ w Płocku na kadencje 2016 -2020 r. Kierownik Zakładu Pedagogiki Resocjalizacyjnej, Profilaktyki Społecznej i Pracy Socjalnej w Instytucie Nauk Humanistycznych i Społecznych Państwowej Wyższej Szkoły Zawodowej w Płocku w latach 2010 -2016 r. Członek Senatu w PWSZ w Płocku od 31 stycznia 2012 r. do dnia 31sierpnia 2012 r. Członek Rady Instytutu Nauk Humanistycznych i Społecznych PWSZ w Płocku  do września 2016. Członek Rady Wydziału PWSZ w Płocku od października 2016 r).
- 2006 - 2014 - Profesor nadzwyczajny w Wyższej Szkole Edukacji Zdrowotnej i Nauk Społecznych w Łodzi. (2006-2009 Przewodniczący Komisji Dyscyplinarnej dla Studentów, 2009-2010 Zastępca Kierownika Katedry Pedagogiki Specjalnej, 2010 -2013 Kierownik Katedry Pedagogiki Specjalnej w Wyższej Szkole Edukacji Zdrowotnej i Nauk Społecznych w Łodzi[10],  2010 – 2016 Członek Rady Programowej i opiekun specjalności  Resocjalizacja z profilaktyką społeczną – studia I st oraz  Praca socjalna studia I st,  2012 – 2014 Członek Senatu, 2013 – 2014 Dyrektor Instytutu Studiów Edukacyjnych w Wyższej Szkole Edukacji Zdrowotnej i Nauk Społecznych w Łodzi[11])
- 2005 - 2008 - Starszy wykładowca, Katedra Pedagogiki Specjalnej, Wydział Nauk o Wychowaniu, Uniwersytet Łódzki.
- 1995 - 2005 - Adiunkt, Katedra Pedagogiki Specjalnej, Wydział Nauk o Wychowaniu, Uniwersytet Łódzki.
- 1995 - 2016 -  Nauczyciel dyplomowany, kierownik specjalności - pedagogika specjalna -  Kolegium Nauczycielskim w Zgierzu[12].
- W latach akademickich 1990/1991, 1991/1992, 1992/1993 współorganizował z dr Barbarą Urbanowicz-Lipińską pierwsze w WOM a później WODN[13] na terenie Łodzi kształcenie podyplomowe w zakresie pedagogiki specjalnej obejmujące dwie specjalności tj. oligofrenopedagogikę i pedagogikę resocjalizacyjną realizowaną w oparciu o jego autorski program zatwierdzony przez Centralny Ośrodek Doskonalenia Nauczycieli w Warszawie.
- 1975 - 2006 - II Państwowy Ośrodek Szkolno – Wychowawczy, II Państwowy Ośrodek Wychowawczy, II Młodzieżowy Ośrodek Wychowawczy (1975-1990 Wychowawca w II Młodzieżowym Ośrodku  Wychowawczym w Łodzi. 1990-1991 Kierownik internatu w II Młodzieżowym Ośrodku Wychowawczym w Łodzi.
- 1999-2001 Dyrektor Publicznego Gimnazjum nr 52 w Łodzi, 1991-2006 Dyrektor II Młodzieżowego Ośrodka Wychowawczego w Łodzi).
- 1973 - 1975 - Wychowawca w Zakładzie Poprawczym i Schronisku dla Nieletnich w Oryszewie

## Członkostwo w towarzystwach, organizacjach naukowych i społecznych
- Członek Rady Programowej Fundacji Europejskie Centrum Wspierania Inicjatyw Społecznych (FECWIS) im. Profesora Kazimierza Twardowskiego[14] od 15 lipca 2010 r.
- Członek Rady Nadzorczej Miejskiego Ośrodka Przeciwdziałania Narkomani w Łodzi powołany przez Radę Miejską    w latach 2002 – 2004.
- Ekspert Ministerstwa Edukacji Narodowej  i Ekspert Ministerstwa Pracy i Polityki  Społecznej  ds. awansu zawodowego nauczycieli wpisany na listę12.04. 2001 roku nr w rejestrze : MEN/2663/Eks
- Członek - Polskie Towarzystwo Higieny Psychicznej[15] od 2016 r.
- Wiceprezes Stowarzyszenia Związek Weteranów Trzeciej Konspiracji 1956-1959 w Łodzi w od 4 sierpnia 2022 r.
- Członek Rady Naukowej czasopisma „Społeczeństwo. Edukacja. Język” SEJ ISSN 2353-1266., e-ISSN 2449-7983. Czasopismo jest też indeksowane w Index Copernicus (ICV 2016: 68.44) oraz dostępne w bazach: Baz Hum oraz CEJSH (The Central European Journal of Social Sciences and Humanities). Do 2020r.
- Członek Rady Naukowej czasopisma „Interdyscyplinarne Studia Społeczne” Półrocznik Uczelni Nauk Społecznych w Łodzi do 2024 r.
- Członek Rady Naukowej Wydawnictwa WSEZ w Łodzi do 2014 r.
- Członek Rady Redakcyjnej Półrocznika Naukowego „Edukacja Zdrowotna[16]” WSEZ w Łodzi do 2014 r.
- Współpracował z reżyserem Piotrem Zarębskim[17]  przy realizacji filmów dokumentalnych jako konsultant merytoryczny: Dziewczyny z Jednej Celi – tytuł alternatywny Więźniarki (2008)[18], Sumienie Hioba – rzecz o ks. Bolesławie Stefańskim (2023)[19], Listy Nadziei (2024)[20].

## Wybrane publikacje[21]
- (2023), Strategie przystosowawcze na różnych etapach życia człowieka Biuletyn Edukacyjny nr 17. WODN w Zgierzu. S. 4-16.[22]
- (2021), Life Orientation of People with the Experience of Marital Infidelity. Wrocław - Łódź: Wydawnictwo PTHP i UNS. S 189. ISBN:978-83-64838-33-0[23].
- (2020), Readaptational Potential of Prisoners Leaving Prisons. The Prison Systems Review, 108, 33-59[24].
- (2020), Pessimism-Optimism vs. Aggression Syndrome and Aggression Control in Adult and Juvenile Offenders[25].
- (2019), Od relatywizmu psychologicznego do wymiaru życia duchowego ,Rocznik Towarzystwa Naukowego Płockiego[26]
- (2019), A Retrospective Picture of Parental Attitudes in Incarcerated Male Recidivists,  Society. Integration. EducationFaculty of Education, Vol. III. Special Pedagogy, Social Pedagogy, Innovation in Langugage Education, RAT, ISSN 1691-5887. S. 295-312[27].
- (2018), Perception of Parental Attitudes in Adult Children of Alcoholics (ACA). 5th International Multidisciplinary Scientific Conference on Social Sciences and Arts SGEM[28].
- (2018), Fear Syndrome and Attitudes Towards Death in Younger and Older Females, Society. Integration. Education Faculty of Education, Vol. III. Special Pedagogy, Social Pedagogy, Innovation in Langugage Education, RAT, ISSN 1691-5887[29].
- (2012), Perception of Parental Attitudes and Children with Social  Problems. Rużomberok: Wyd. Verbum.. ISBN 978-80-80849-24-5 s. 205. wsp. Ł. Gaszewski | Książka
- (2012), Orientacja życiowa nieletnich w zakładach readaptacji społecznej, Wydawnictwo Naukowe WSEZiNS Łódź ISBN 978-83-61095-39-2. Str. 154 wsp. aut. I. Szafarczyk.
- (2011), Human - Being Complicated Life Script, Studia Scientifica Facultatis Paedagogicae, nr 2, roćnik X, pp. 14 -29. a.
- (2011), Defining Aggression in the Context of Socialization,  Studia Scientifica Paedagogicae, Universitas Catholica Rosenbergae, nr 2, roćnik X, pp. 99 – 120. ISSN 1336-2232[30].
- (2010), Zakłady dobroczynne i domy poprawy w dawnej Polsce. Łódź: Wydawnictwo WSEZ.
- (2009), Metodyka wychowanie resocjalizującego w placówkach zamkniętych., WSEZ Łódź s.86. ISBN 978-83-16095-01-07.
- (2009), Aggression and psychical health., Wyd, Univerzita Konstantyna Filozofa v Nitre. Fakulta Socialnych Vied a Zdravotnictva. Katedra Pschologickich Vied. ISBN 978-80-8094-584-8.
- (2008), Retrospektywny obraz postaw wychowawczych u synów i córek wychowywanych przez samotne matki., Edukacja Zdrowotna” Półrocznik Naukowy Wyższej Szkoły Edukacji Zdrowotnej w Łodzi ISSN 1733-6155., nr 1.
- (2008), Historia resocjalizacji nieletnich,, (red.) J.J. Błeszyński., D. Baczała., J.Binnebesel, Historyczne dyskursy nad pedagogika specjalną – w ujęciu pedagogicznym., pp. 152 – 215.
- (2008), Cultural Assimilation, Adaptation and Identification and Higher Levels of Behavior Control, (Eds.) J. Balvin, L. Vaverkova a kolektiv. InteRRa 6. Interkulturalita a národnostné menšiny: v sociálnych, filozofických, pedagogických, kultúrnych, historických a prírodovedných súvislostiach.
- (2007), Zniewolenie ukryte w trzech koncepcjach nerwicy, Łódzkie Studia Pedagogiczne, nr1.
- (2007), Pedagogika specjalna w sporze o „innego” z eugeniką., (red.) B. Jachimczak, B. Olszewska, D. Podgórska – Jachnik, Miejsce innego we współczesnych naukach o wychowaniu.
- (2007), Logoteoria jako opozycja wobec relatywizmu psychologicznego w obszarze pedagogiki resocjalizacyjnej., (red.) B. Urban , Adekwatność polskiego systemu penitencjarnego i resocjalizacyjnego do współczesnych rozmiarów i rodzajów przestępczości., pp. . 136-149.
- (2006), Syndrom agresji i orientacja życiowa u recydywistów dokonujących nieudanych zamachów samobójczych., (red.) H. Machel Wykonywanie kary pozbawienia wolności w Polsce- w poszukiwaniu skuteczności., pp. 231-140.
- (2006), Styl atrybucji zdarzeń a syndrom lęku i agresji u recydywistów, : F. Kozaczuk (red.) Optymalizacja oddziaływań resocjalizacyjnych w Polsce i w niektórych krajach europejskich., pp. 153-158.
- (2006), Sterydy anaboliczne a nasilenie skłonności agresywnych i lęku u mężczyzn trenujących w siłowni., M. Bińczycka-Anholcer (red.) Agresja i Przemoc a Zdrowie Psychiczne.
- (2005), Syndrom agresji u dziewcząt wychowywanych przez samotne matki., T. Sołtysiak (red.) Zagrożenia w wychowaniu i socjalizacji młodzieży oraz możliwości ich przezwyciężania., pp. 161-177.
- (2005), Retrospektywny obraz postaw wychowawczych rodziców a zaburzenia w zachowaniu chłopców wykolejonych społecznie., M. Bińczycka-Anholcer (red.) Agresja i przemoc jako problem zdrowia publicznego.
- (2004), System resocjalizacyjny w North Aurora Center,, B. Urban (red.) Profilaktyka społeczna i resocjalizacja młodziezy., pp. 141-154 .
- (2004), Postawy wobec śmierci u osób resocjalizowanych i ich osobowościowe korelaty,, F. Kozaczuk (red.) Resocjalizacja Instytucjonalna – Perspektywy i Zagrożenia, pp. 174 –190.
- (2004), Poczucie sensu życia a syndrom lęku i agresji u chłopców – wychowanków zakładu resocjalizacyjnego., T. Sakowicz (red.) Rodzina i szkoła wobec przemocy., pp. 436 – 447.
- (2004), Poczucie koherencji a syndrom agresji u nieletnich w zakładach resocjalizacyjnych,, B. Urban (red.) Profilaktyka i resocjalizacja., pp. 85-94.
- (2004), Poczucie alienacji u dziewcząt i chłopców wychowywanych przez samotne matki., Zeszyty Naukowe Wyższej Szkoły Gospodarki Krajowej w Kutnie,, nr t IV, pp. 309 – 323.
- (2004), Ontologiczne i psychospołeczne aspekty wolności człowieka., Paedagogia Christiana,, nr 2 (14), pp. 81-96.
- (2004), Decentracja poznawcza a nastawienia interpersonalne nieletnich przestępców., W: Kubik SJ i B. Urban (red.) Uwarunkowania i Wzory Marginalizacji Społecznej Współczesnej Młodzieży, Wyższa Szkoła Filozoficzno- Pedagogiczna „Ignatianum”, Uniwersytet Jagielloński – Instytut Pedagogiki.
- (2003), Poziom reaktywności u chłopców niedostosowanych społecznie., T.Sołtysiak., J. Sudar-Marukiewicz (red.) Zjawiskowe formy patologii społecznych oraz profilaktyka i resocjalizacja młodzieży., pp. 176 – 191.
- (2003), Poziom hormonu adrenokortykotropowego i kortyzolu u wychowanków w placówce resocjalizacyjnej przed i po treningu siłowym, E. Piotrowski., J.Rejman., J.Sowa (red.) Wychowanie –Profilaktyka- Resocjalizacja,, t. 2, pp. 493 – 504.
- (2003), Postawy wobec śmierci i ich związek z lękiem i nasileniem skłonności agresywnych u zabójców., M. Bińczycka-Anholcer (red.) Agresja i Przemoc a Zdrowie Psychiczne., pp. 118-119.
- (2003), Poczucie koherencji u chłopców i dziewcząt wychowywanych przez samotne matki., J Rostowski, G. Poraj (red.) Zagrożenia Życia Rodzinnego,, pp. 37 – 50.
- (2003), Poczucie bezpieczeństwa u chłopców i dziewcząt wychowywanych przez samotne matki., Folia Paedagogika, Z pogranicza historii, nr 5, pp. 107 – 120.
- (2003), Percepcja postaw rodzicielskich a cechy osobowości wychowanków w zakładzie resocjalizacyjnym., Folia Paedagogika. Z pogranicza historii i filozofii wychowania,, nr 5, pp. 89 –106.
- (2003), Logoteoria jako źródło inspiracji dla metodyki pracy resocjalizacyjnej., E. Piotrowski., J. Rejman., J. Sowa (red.) Wychowanie –Profilaktyka Resocjalizacja., pp. 151 – 161.
- (2002, Zapotrzebowanie na stymulację u mężczyzn i kobiet osadzonych w zakładach karnych., Zeszyty Naukowe Wyższej Szkoły Gospodarki Krajowej w Kutnie,, nr t. IV, pp. 207 – 221.
- (2002), Próba wyodrębnienia kategorii wykolejenia społecznego na podstawie analizy czynnikowej., J. Pańczyk (red.) Forum Pedagogów Specjalnych XXI wieku., pp. 40-58.
- (2002), Potrzeby psychiczne chłopców niedostosowanych społecznie w aspekcie ich moralnego rozwoju., W. Dykcik., Cz. Kosakowski., J. Kuczyńska-Kwapisz (red.), Pedagogika specjalna szansą na realizację potrzeb osób z odchyleniami od normy., pp. 669 – 676.
- (2002), Nasilenie skłonności agresywnych u osób resocjalizowanych  i jego osobowościowe korelaty. Łódź : Wydawnictwo UŁ. ISBN: 8371715676
- (2002), Możliwości i ograniczenia psychoterapii w leczeniu zaburzeń u osób wykolejonych społecznie., J. Pańczyk (red.) Forum Pedagogów Specjalnych XXI wieku., nr t. 3, pp. 165-174.
- (2002), Metodologia badań pedagoga resocjalizacyjnego w procesie praktycznych oddziaływań, J. Pańczyk (red.) Forum Pedagogów Specjalnych XXI wieku, nr t.2, pp. 64-75.
- (2001/2004), Spostrzeganie postaw wychowawczych rodziców i orientacja życiowa a funkcjonowanie społeczne nieletnich. Łódź: Wydawnictwo UŁ. ISBN: 837171498X, ISBN:8371717997.
- (2001), Zapotrzebowanie na stymulację u młodzieży niedostosowanej., B.Urban (red.) Dewiacje wśród młodzieży. Uwarunkowania i profilaktyka, pp. 83-92.
- (2001), Poczucie koherencji u nieletnich w wieku 15-18 lat przebywających w zakładach resocjalizacyjnych., B. Urban (red.), Społeczne konteksty zaburzeń w zachowaniu., pp. 101-112.
- (2001), Poczucie alienacji u nieletnich dziewcząt i chłopców w zakładach resocjalizacyjnych., Acta Uniwersitatis Lodziensis. Folia Psychologica,, nr 5, pp. 25-34.
- (1998), Poczucie bezpieczeństwa a zaawansowanie procesu wykolejenia przestępczego., Roczniki Pedagogiki Specjalnej, nr t. 9, pp. 174-185.
- (1998), Poczucie bezpieczeństwa a potrzeby psychiczne chłopców niedostosowanych społecznie., Roczniki Pedagogiki Specjalnej, nr t. 9, pp. 186-196.
- (1997), Percepcja postaw rodzicielskich a syndrom agresji u nieletnich w zakładach resocjalizacyjnych., I. Pospiszyl (red.) Przemoc w instytucjach opiekuńczo – wychowawczych., pp. 148-164.
- (1997), Percepcja postaw rodzicielskich a atrybucje zdarzeń u chłopców dostosowanych i niedostosowanych społecznie., Roczniki Pedagogiki Specjalnej, nr t, 8, pp. 369-382.
- (1996), Wpływ lęku na poczucie norm moralnych w grupie chłopców dostosowanych i niedostosowanych społecznie., Roczniki Pedagogiki Specjalnej, nr t. 7, pp. 288-294.
- (1996), Różnice między chłopcami niedostosowanymi i dostosowanymi społecznie w zakresie poziomu i rodzaju lęku., Roczniki Pedagogiki Specjalnej, nr t. 8, pp. 277-287.
- (1996), Poczucie sensu życia u chłopców niedostosowanych społecznie, "Opieka Wychowanie Terapia", nr 3, pp. 11-17.
- (1995), Zachowanie przystosowawcze a właściwości procesów społecznych grupy chłopców niedostosowanych społecznie., Roczniki Pedagogiki Specjalnej, nr t. 6, pp. 177-189.
- (1994), Uwarunkowania postaw moralnych u chłopców społecznie niedostosowanych., "Opieka Wychowanie Terapia", nr 2, pp. 8-15.
- (1994), Raport (skuteczność systemów resocjalizacji instytucjonalnej)., "Opieka Wychowanie Terapia", nr 4, pp. 19-24.

## Działalność społeczna i opozycyjna
Stanisław Lipiński w 1980 r. zorganizował i został przewodniczącym Komisji Zakładowej NSZZ „Solidarność” w II Państwowym Młodzieżowym Ośrodku Wychowawczym w Łodzi, od 1981 r. brał udział w pracach Krajowej Sekcji Oświaty i Wychowania NSZZ „Solidarność” w Gdańsku.  Był członkiem Zespołu d.s. Szkolnictwa Specjalnego, który prowadził rozmowy z Ministerstwem Oświaty i Wychowania. Na wniosek przewodniczącego Krajowej Sekcji Oświaty i Wychowania NSZZ „Solidarność Jerzego Romana Stanisław Lipiński uzyskał pełnomocnictwa od Krajowej Komisji Porozumiewawczej NSZZ „Solidarność” do rozmów z MOiW w sprawach dotyczących resocjalizacji młodzieży niedostosowanej społecznie przebywającej w szkołach i zakładach. Przewodniczył rozmowom z Departamentem Kształcenia Specjalnego Profilaktyki Społecznej i Resocjalizacji MOiW,  które rozpoczęły się 24 kwietnia 1981 i ze względu na obszerność problemów do rozwiązania odbywały się regularnie, aż do Stanu Wojennego. Na szczególną uwagę zasługują spotkania, które się odbywały w dniach od 12 do 17 czerwca 1981 roku, dotyczące projektu zarządzenia MOiW w sprawie zasad i organizacji działania młodzieżowych ośrodków wychowawczych oraz projektu statutu MOW.  Rozmowy z MOiW zakończyły się porozumieniem zawierającym ustalenia i ogłoszone zostały w komunikacie z dnia 17 czerwca  1981 roku i podpisane ze strony NSZZ „Solidarność” przez Stanisława Lipińskiego i Antoniego Włodarczyka. Za Ministerstwo Oświaty i Wychowania komunikat podpisała Wacława Jelska, Jan Krakiewicz i Mirosław Sypniewski.  Ekspertami strony solidarnościowej w trakcie tych rozmów byli: prof. Stanisław Jedlewski oraz dr Andrzej Bałandynowicz i dr Lesław Pytka.
Po wprowadzeniu stanu wojennego do czerwca 1989 r. działał w podziemnej strukturze założonej przez nauczycieli łódzkich szkół i placówek oświatowych, tj. Międzyzakładowym Komitecie Porozumiewawczym „Solidarność”. Uczestniczył w konspiracyjnych spotkaniach organizowanych w parafii Dobrego Pasterza w Łodzi i mieszkaniach prywatnych. Prowadził kolportaż nielegalnych czasopism, takich jak: „Przedświt”, „Tygodnik Mazowsze”, „Tygodnik Wojenny”, „Solidarni. Wiadomości Wojenne” oraz ulotek, kalendarzy i znaczków „Solidarności”. Zajmował się zbieraniem składek związkowych, z których finansowano pomoc dla pracowników oświaty zwolnionych z pracy po 13.12.1981 r. W latach 1983–1984 podlegał inwigilacji ze strony Służby Bezpieczeństwa.

## Nagrody i odznaczenia
- Górska Odznaka Turystyczna  w stopniu brązowym nr. 293/67 przyznana 31.12.1967r.
- Nagroda Pierwszego Stopnia Ministra Edukacji 1991 r.
- Odznaka Przyjaciel Dziecka za pracę społeczną dla dobra dzieci nr. 12/94 przyznana przez TPD w dniu 3.06.1994 r.
- Medal Komisji Edukacji Narodowej za szczególne zasługi dla oświaty i wychowania przyznany przez Ministerstwo Edukacji Narodowej i Sportu w dniu 29.04 2003 r., nr legitymacji 85534.
- Nagroda Ministra Edukacji Narodowej za wybitne osiągniecia w pracy dydaktycznej i wychowawczej Warszawa, październik 2015 r.[33]
- Medal Złoty za Długoletnią Służbę nadany postanowieniem Prezydenta Rzeczpospolitej Polskiej z dnia 27 .07.2016 r., nr legitymacji 304-2016-19.
- Nagroda Rektora Państwowej Wyższej Szkoły Zawodowej w Płocku
- Krzyż Wolności i Solidarności nadany postanowieniem Prezydenta Rzeczpospolitej Polskiej z dnia 18.03. 2021 r., nr legitymacji 94-2021-16[34].
- Odznaka honorowa „Działacza opozycji antykomunistycznej lub osoby represjonowanej z powodów politycznych” Za Zasługi dla Niepodległości nadana przez  Szefa Urzędu do Spraw Kombatantów i Osób Represjonowanych w dniu 5.07.2021 r., nr legitymacji 15925.
- Medal Stulecia Odzyskanej Niepodległości nadany postanowieniem Prezydenta Rzeczpospolitej Polskiej z dnia 18.03 2022 r., nr legitymacji18-2022-MS.
- Złoty Medal „Zasłużony dla Nauki Polskiej Sapientia et Veritas” przyznany przez Ministra Edukacji i Nauki w dniu 14.09.2023 r., nr legitymacji  127/2023.
- Medal 15–lecia  Związku Weteranów Trzeciej Konspiracji 1956-1989  Amor Patriae Nostra Lex przyznany przez Zarząd Stowarzyszenia ZWTK w dniu 22. 09. 2023 r.